# Distrito de Mazamari
El Distrito de Mazamari es uno de los nueve distritos de la Provincia de Satipo, ubicada en el Departamento de Junín, bajo la administración del Gobierno regional de Junín, perteneciente al Perú.
Desde el punto de vista jerárquico de la Iglesia católica, forma parte de la Vicariato apostólico de San Ramón.
Es considerado a nivel nacional como la puerta de oro hacia los grandes ríos del Perú.

## Historia
Mazamari se eleva a la categoría de distrito integrante de la Provincia de Satipo en mérito a la Ley N.º 15481 del 26 de marzo de 1965 emitido en el primer gobierno del Presidente Fernando Belaúnde Terry que a la letra dice.
“El Distrito de Mazamari queda conformado por los siguientes centros poblados: Mazamari, que será la capital y Todos los Santos; y sus límites serán los siguientes: por el norte, con el Distrito de Satipo; por el este con el Distrito de Río Tambo hasta el río Ene, siguiendo el curso del río Anapati; por el sur con el Distrito de Pangoa, hasta la confluencia de los ríos Mazamari, Pongoa y Coviriali”.
Según se registra la pluma de Fr. Buenaventura León, Mazamari era habitado por tribus de Ashánincas, Campas, Nomatsiguenga, Kakinte y Tiboris.
En los años de 1873 a 1885, el Misionero Franciscano Manuel Biedma incursiona en el sector de Mazamari, en compañía de pobladores Andamarquinos, quienes se dedicaron al cultivo de la coca y la explotación de caucho. En 1913 habitaban los curacas Curihuanti, Quinchocri con su gente se sublevaron logrando retirar a todos los migrantes.
A Mazamari llegan 111 colonos Austriacos, Húngaros y Alemanes, encabezado por Augusto Hilser se sitúan por la margen derecha de Pauriali donde lo llamaron Villa Flavia al no tener ayuda del gobierno piden ser repatriados.
Por los años 1930 a 1940, regresan a Mazamari los colonos fundadores, estableciéndose al costado del campo de aviación. EL caserío de Mazamari fue inaugurado oficialmente el 7 de octubre de 1952 con el nombre de San Juan de Villa Falvia, contando con una escuela y capilla. En 1956 quedó expedito el campo de aterrizaje tras largos trabajos de desmontes, se le bautiza con el nombre de “Campo de Aviación Manuel Prado”, bajo la dirección del Agente Municipal Eduardo Alarcón y Teniente Gobernador Juan Gutarra.1958, tras la hazaña de Hans Linder y Horacio Merino, se conformó el Comité Pro Carretera Satipo - Pangoa.
1959 Siendo Agente Municipal del Anexo de Mazamari el Sr. Fidel Escobar, se aprueba el plano urbano por la oficina central del Ministerio de Fomento y Obras Públicas.
El 26 de marzo de 1965 con ley N.º 15481, se eleva a Satipo como Provincia contando con los siguientes Distritos: Satipo, Río Negro, Coviriali, Mazamari, Pangoa, LLaylla, Pampa Hermosa y Rio Tambo, siendo Presidente el Arq. Fernando Belaúnde Terry. La ley contaba con 10 artículos; en su artículo 6 señala que el distrito de Mazamari queda conformado por los siguientes Centros Poblados: Mazamari, la capital y Todos los Santos. Sus límites son: Por el Norte con Satipo, por el Este con el Distrito de Rio Tambo, por el Sur con el Distrito de Pangoa y Coviriali. Los ciudadanos se reúnen en un Cabildo Abierto para nombrar a Julio Cuba Armez, su Primer Alcalde Distrital.

## Geografía
La superficie ocupada por el Distrito de Mazamari en su totalidad es de 2 311,7665 km² y su perímetro total es de 328 926,2423 a 52452

## Límites
La ubicación geopolítica así como su delimitación están basadas en su ley de creación N.º 15481 del 26 de marzo de 1965.
- Por el norte con el Distrito de Satipo, con 27 235,703 m
- por el sur con el Distrito de Pangoa con 126 685,24 m
- por el este con el Distrito de Río Tambo, con 152 404,309 m
- por el oeste con el Distrito de Coviriali, con 7 492,507 m
- por el oeste con el Distrito de Llaylla, con 15 108,485 m

## Accesibilidad
Al distrito de Mazamari se accede por tres vías: terrestre, aérea y fluvial.

## Vía terrestre
A Mazamari se accede a través de dos rutas principales 
•	Lima – Mazamari con un recorrido de 410 km de las cuales 410 se encuentra asfaltada en el tramo Lima a Mazamari, este recorrido se hace aproximadamente en 13 horas en buses interprovinciales.
•	Huancayo – Mazamari con un recorrido de 320 km de la cual 320 se encuentra asfaltada en el tramo Huancayo a Mazamari, el recorrido se hace aproximadamente en 8 horas en los buses interprovinciales, además, Mazamari se encuentra integrado con los distritos vecinos a través de una red de carreteras afirmadas con categoría de carretera nacional: 
- Mazamari – Satipo 			 : 23 km
- Mazamari – San Martín de Pangoa : 18 km
- Mazamari – Puerto Ocopa en Río Tambo : 50 km
- Mazamari – Llaylla.	 	 	 : 12 km

## Vía aérea
Mazamari cuenta con el Aeródromo de Mazamari el cual está asfaltado y administrado por la Corporación Peruana de Aviación Comercial, cuyas dimensiones son las siguientes: 1,400 m de largo por 45 m de ancho, para despegue de aviones de carga y pasajeros solamente en servicio diurno porque no cuenta con servicio de balizaje.
En la actualidad a través de este aeropuerto se puede realizar cuatro tipos de vuelos:
- Operación policial especial
- Operación militar clasificada
- Vuelos no regulares (vuelos civiles particulares)
- Vuelos regulares (itinerario establecido de empresas aerocomerciales)

Este aeropuerto se utiliza para vuelos de operación policial especial, operación militar clasificada y cívicos. Esta última clase de vuelo son dadas por parte de aviones de las fuerzas armadas. No hay restricción para vuelos regulares con itinerario establecido, solo es utilizado por aviones de pequeño y mediano fuselaje como avionetas en vuelos no regulares; helicópteros, aviones militares tipo Antonov y Hércules. 
En la actualidad, los vuelos comerciales a Lima, que se daban a través de LC Perú, fueron cancelados. Adicionalmente, hay vuelos no regulares a las ciudades de Atalaya, Pucallpa, Cuzco y vuelos militares de acción cívica. 
En Mazamari se encuentra la base de entrenamiento de la unidad policial paracaidista "Los Sinchis", fundada en 1965.

## Vía fluvial
Las poblaciones que se encuentran al este del distrito en la margen izquierda del Río Ene, se comunican desde Puerto Anapati con la capital del distrito a través de embarcaciones pequeñas como botes a motor fuera de borda o en balsas elaboradas con madera conocida como topa o palo de balsa y estos solo van de bajada a diferencia de los botes a motor fuera de borda que si lo hacen en ambas direcciones.- La población de esta zona que se dirige a la capital del distrito o en tránsito a otras ciudades lo hace en un viaje por el río Ene aguas abajo hasta la desembocadura del río Perené luego aguas arriba y a la margen derecha de este río se encuentra Puerto Ocopa una Comunidad Nativa con mucha historia que se convierte en el nexo de la integración puesto que hasta esta comunidad llega la carretera afirmada de 60 km desde la ciudad de Mazamari.
En la actualidad las comunicaciones entre Puerto Ocopa y las poblaciones del río Ene se mantienen con una relativa fluidez, dos días a la semana los botes programan sus salidas hasta Puerto Porvenir o a Puerto Anapati, igualmente el regreso lo programan dos días a la semana y la población también se acostumbró a esta programación, los viajeros toman sus precauciones, desde Puerto Anapati es más fácil comunicarse con las poblaciones que se encuentran aguas arriba en los departamentos de Ayacucho y Cuzco, por esta razón la mayoría de colonos asentados en esta parte del Distrito de Mazamari son cuzqueños y ayacuchanos.
Desde Puerto Ocopa salen botes a motor fuera de borda con destino a la Provincia de Atalaya en el Departamento de Ucayali, la salida de los botes es todos los días, hay más fluidez en el movimiento de carga y pasajeros.